# پمپ دستی

انیمیشن یک پمپ دستی

پمپ دستی (انگلیسی: Hand pump) پمپ‌های دستی از انواع پمپ‌های هستند که از نیروی انسانی و مزیت مکانیکی برای حرکت مایعات یا هوا از یک مکان به مکان دیگر استفاده می‌کنند. آنها برای انواع فعالیت‌های صنعتی، دریایی و آبیاری به‌طور گسترده‌ای در هر کشور در جهان استفاده می‌شود.
پمپ‌های دستی معمولاً در کشورهای در حال توسعه برای تأمین منابع آب محلی استفاده می‌شود و می‌توان در چاه‌های حفاری یا چاه‌های دستی از آن استفاده شود.

## نگارخانه

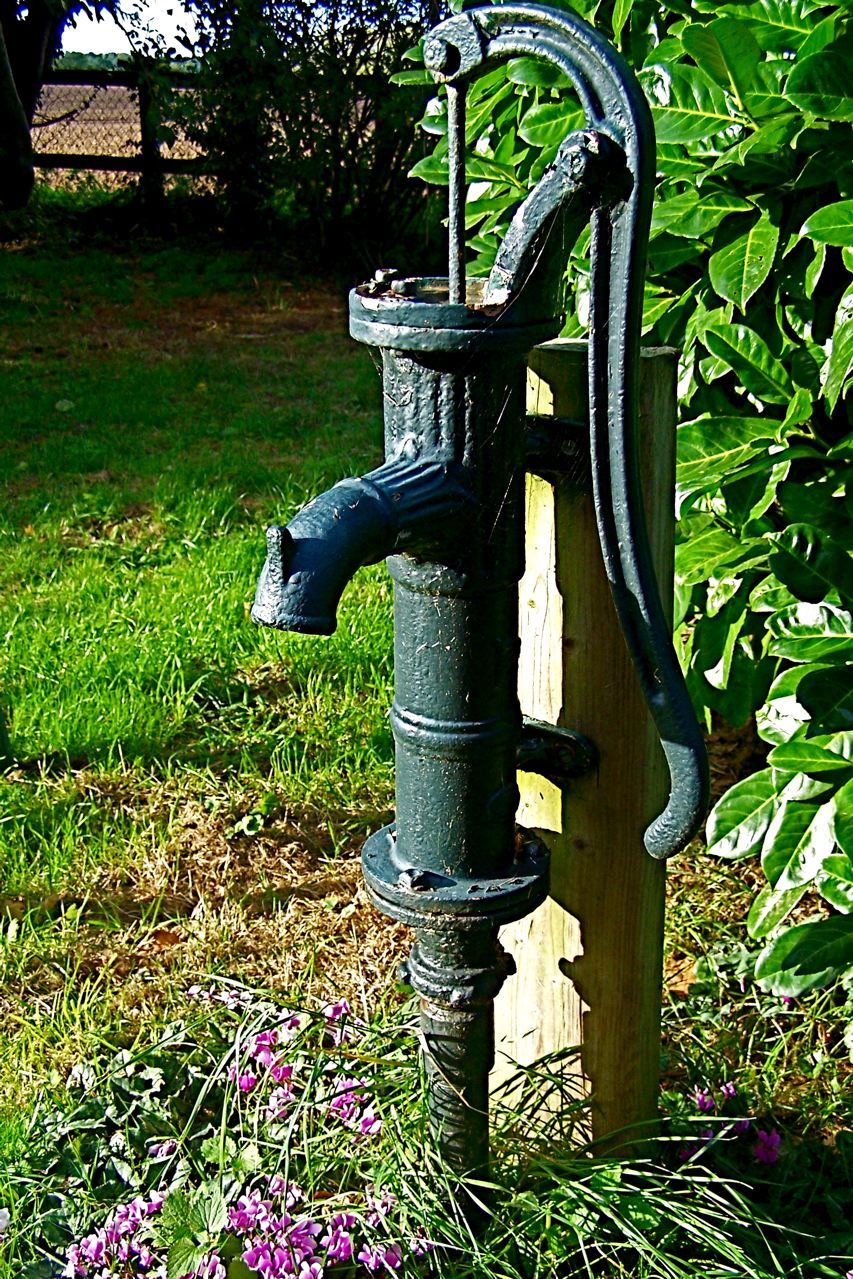
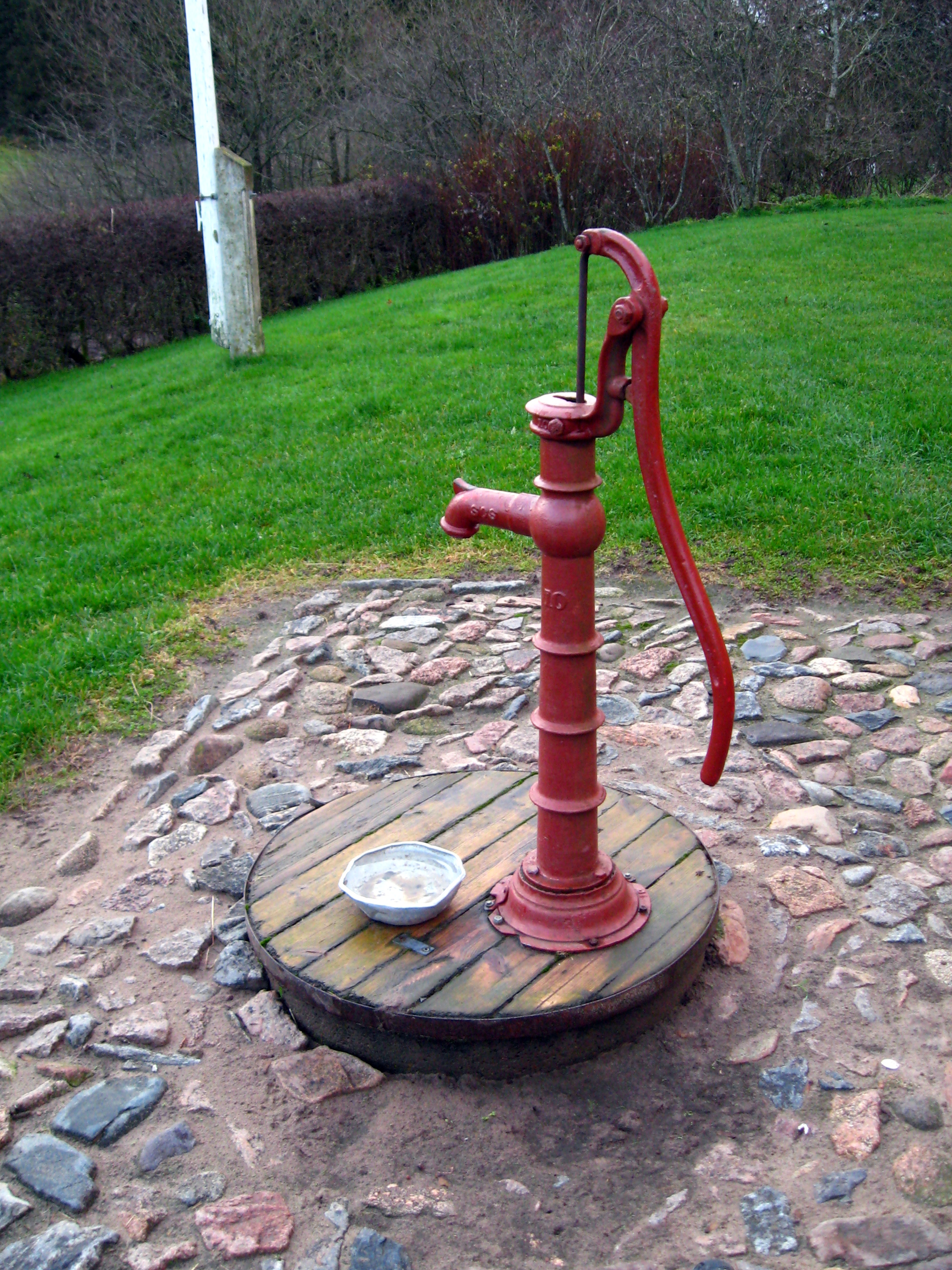
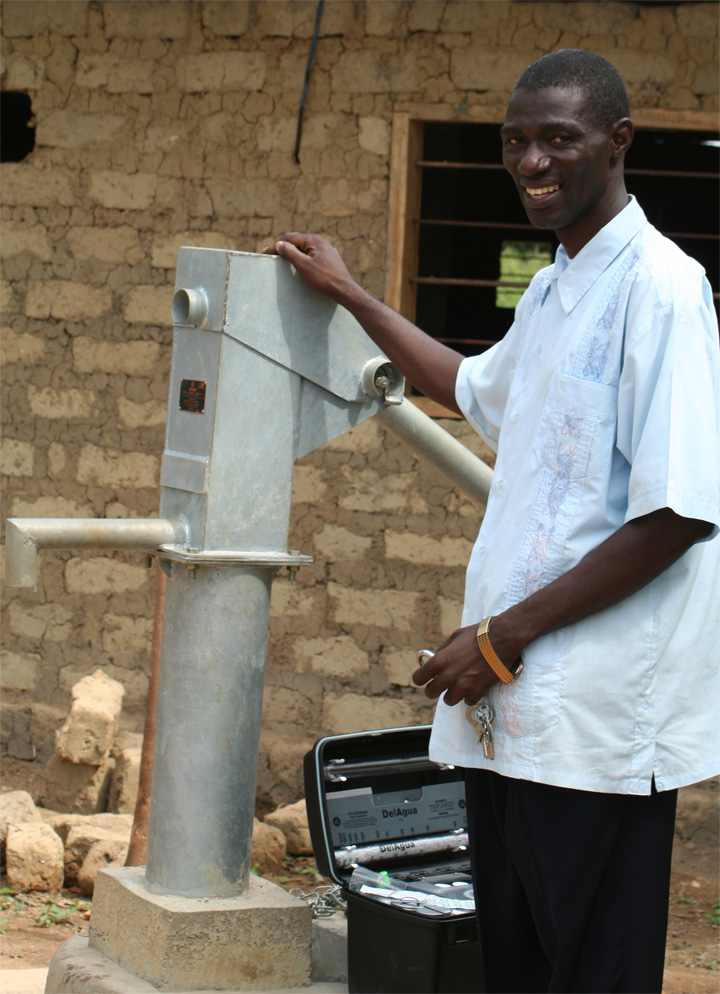